# Trzęsienie ziemi w Kantō (1923)
Trzęsienie ziemi w Kantō (jap. 関東大震災 Kantō daishinsai) – trzęsienie ziemi, które miało miejsce w regionie Kantō na japońskiej głównej wyspie Honshū ok. południa w sobotę, 1 września 1923 roku. Zróżnicowane zapisy wskazują, że trwało od czterech do dziesięciu minut.

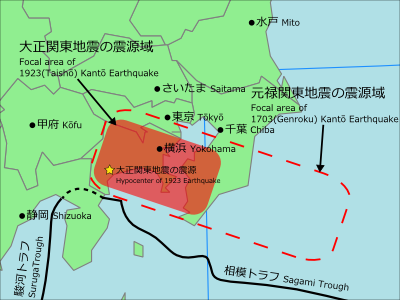
Hipocentrum trzęsienia Kantō 1923 (kol. czerwony) w porównaniu z trzęsieniem w 1703 r. (linia przerywana)

Trzęsienie trwało 4–10 min, a główny wstrząs nastąpił o godz. 11:58:44 czasu lokalnego. Trzęsienie ziemi miało magnitudę 7,9–8,2. Epicentrum znajdowało się w zatoce Sagami. Przyczyną było zerwanie części granicy zbieżnej, w której płyta Morza Filipińskiego wchodzi pod płytę ochocką.

## Trzęsienie ziemi

### Zniszczenia i ofiary
Trzęsienie ziemi zrujnowało Tokio, Jokohamę, prefektury: Chiba, Kanagawa, Shizuoka i spowodowało ogromne szkody w całym regionie Kantō.
Dane dot. zabitych i zaginionych są niedokładne, a ich źródła nie są w pełni znane. Liczba 105 385, często wymieniana, nie jest oparta na mocnych podstawach. Okazało się ponadto, że większość ofiar spowodowały ogromne pożary, które nastąpiły po trzęsieniu. Oczywiście walące się domy były również czynnikiem znaczącym. Śmiertelność według przyczyn śmierci jest szacowana poprzez zniszczenia budynków i strat ludzkich w wyniku pożarów, tsunami, osunięć ziemi na zboczach górskich, spadających odłamków, czy gruzu. Tak opracowane dane podają liczbę 105 385 ludzi. Wśród nich 87% spowodowały pożary, a ponad 10% walące się domy.

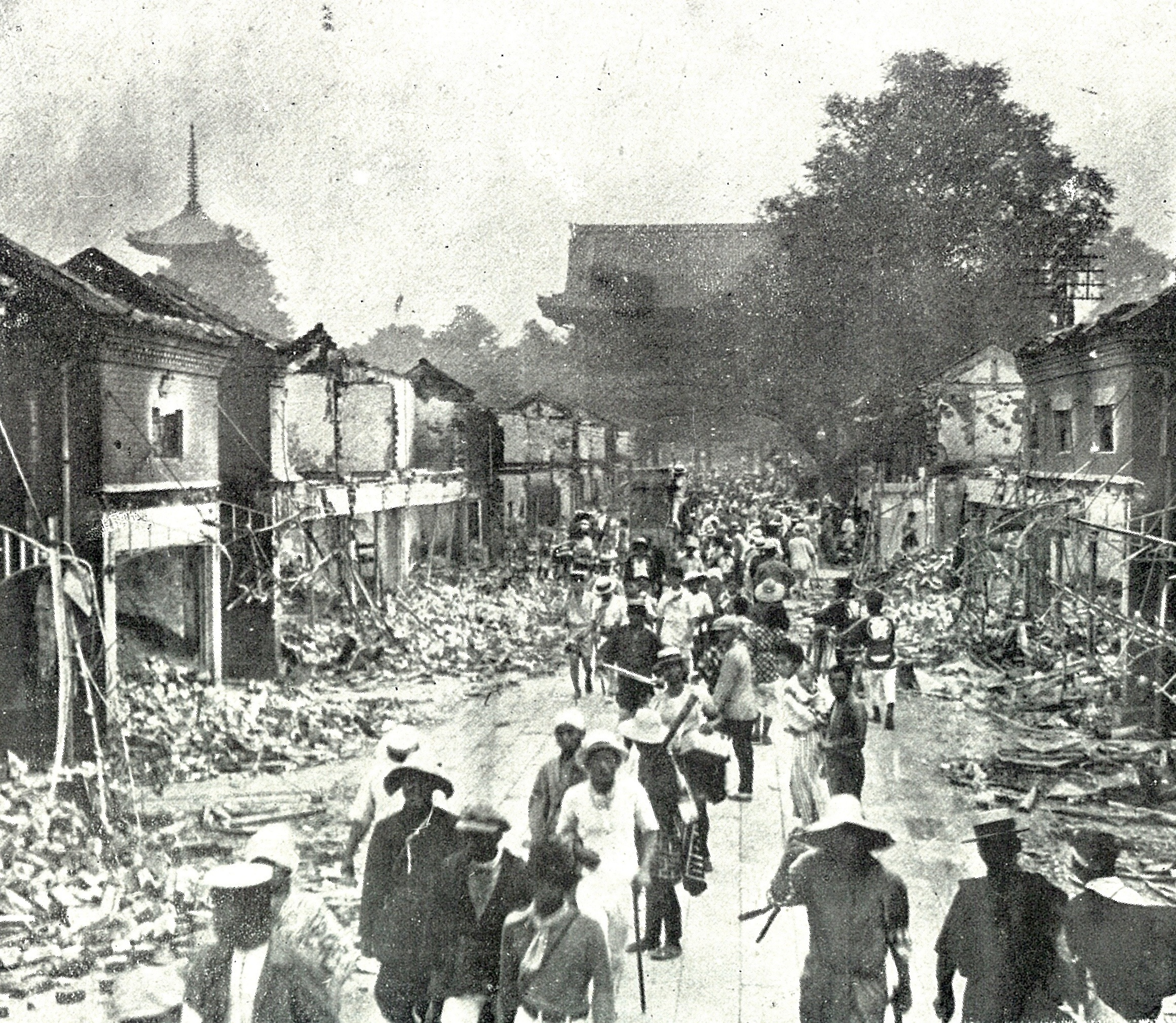
Zniszczenie terenu wokół świątyni Sensō-ji w dzielnicy Asakusa

Silny tajfun na wybrzeżu półwyspu Noto w prefekturze Ishikawa przyniósł wiatr w kierunku Zatoki Tokijskiej mniej więcej w tym samym czasie, co trzęsienie ziemi. Wiatry te spowodowały, że pożary szybko się rozprzestrzeniły.
Wiele domów zostało zasypanych obsunięciami zboczy górskich w zachodniej części prefektury Kanagawa. 

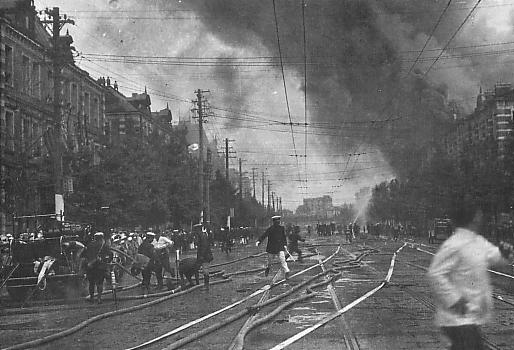
Pożary w dzielnicy Marunouchi

Tsunami o wysokości do 10 m uderzyła w wybrzeża zatoki Sagami, w półwyspy Bōsō, Izu i wyspy Izu. 
Ponad 570 000 domów zostało zniszczonych, pozostawiając około 1,9 mln osób bezdomnych. Ewakuowanych transportowano statkami do Kobe w Kansai. 
Szacuje się, że straty przekroczyły 1 mld ówczesnych dolarów amerykańskich (ok. 14 mld obecnych). Było 57 wstrząsów wtórnych.

### Przemoc po trzęsieniu ziemi

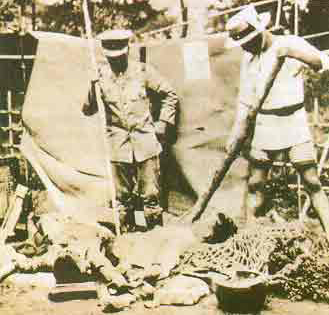
Zabójstwa Koreańczyków po trzęsieniu ziemi

Ministerstwo Spraw Wewnętrznych ogłosiło stan wojenny i nakazało policji utrzymanie porządku i bezpieczeństwa. Rozpowszechniano bowiem fałszywe plotki, że Koreańczycy wykorzystywali katastrofę do wzniecania pożarów, aktów sabotażu, zatruwania studni i dokonywania kradzieży. Nastroje antykoreańskie wynikały także ze strachu przed koreańskim ruchem niepodległościowym, którego partyzanci byli odpowiedzialni m.in. za zabójstwa japońskich urzędników. Lincze na Koreańczykach miały miejsce w Tokio i Jokohamie. Niezależne raporty wskazują, że liczba zabitych wyniosła od 6 000 do 10 000. Ogromne pożary i mętna woda oraz mało znane skutki silnego trzęsienia ziemi, zwiększały panikę wśród ocalałych, którzy żyli pośród gruzów.
Rząd wezwał armię i policję do ochrony Koreańczyków. Byli umieszczani m.in. w miejscach chronionych. Szef policji w dzielnicy Jokohamy o nazwie Tsurumi (lub w sąsiednim mieście Kawasaki, z pewnych relacji) pił publicznie wodę ze studni, aby wykazać, że nie są one zatrute. Armia rozpowszechniła ulotki zaprzeczające plotkom i ostrzegające ludność, aby nie atakowała Koreańczyków. W kilku udokumentowanych przypadkach żołnierze i policjanci uczestniczyli w zabójstwach, a w innych przypadkach władze przekazały grupy Koreańczyków samozwańczej straży obywatelskiej, które ich zabijały.
Nie tylko Koreańczycy, ale także np. Chińczycy i Japończycy mówiący niektórymi dialektami regionalnymi podzielili taki sam los. Około 700 Chińczyków, głównie z Wenzhou, zostało zabitych. 
Pomnik upamiętniający to został zbudowany w 1993 roku w Wenzhou.

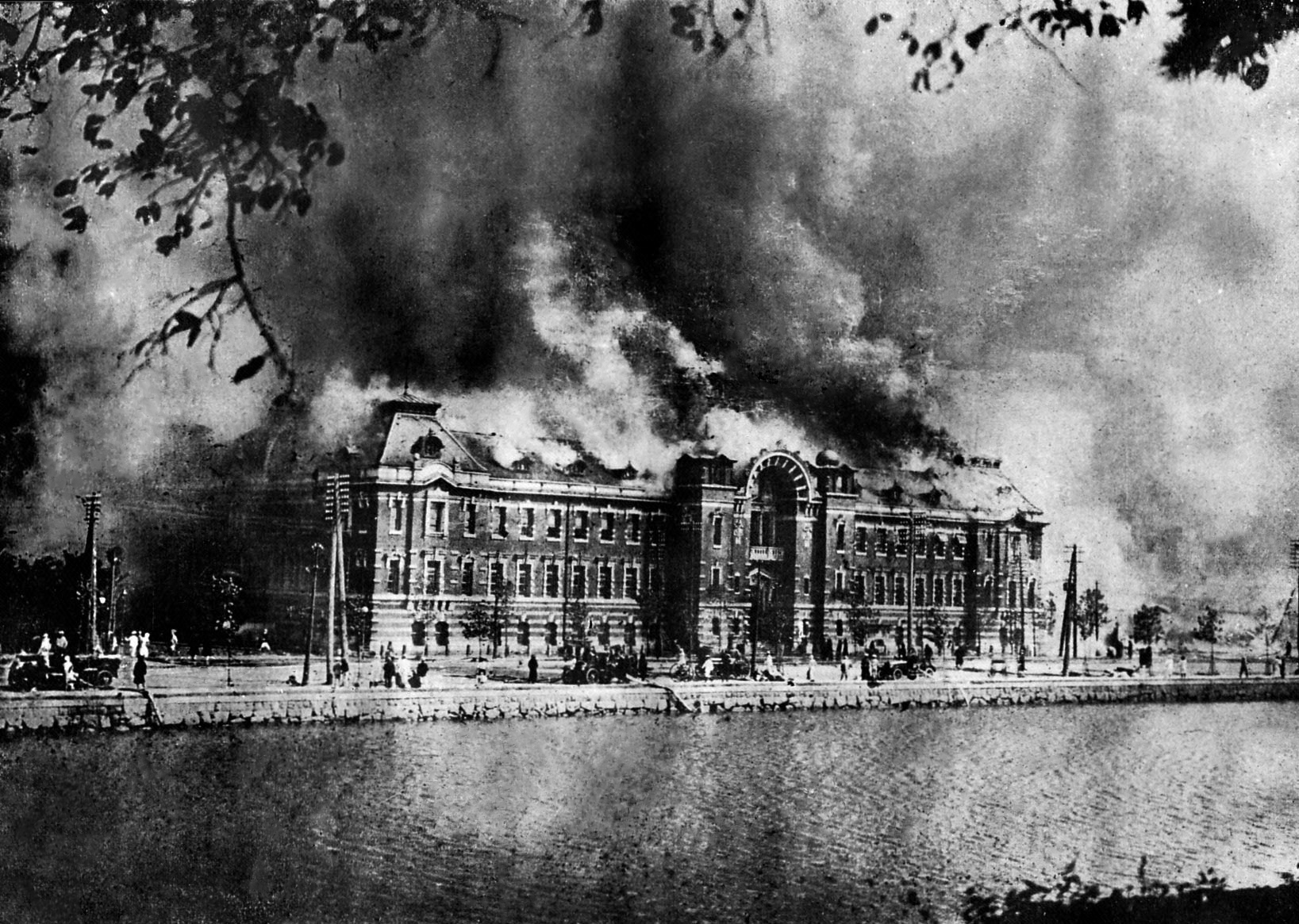
Płonące Biuro Policji Metropolitalnej, niedaleko parku Hibiya

Władze wykorzystały tłumienie niepokojów społecznych do likwidacji dysydentów politycznych (tzw. „incydent Kameido”; od nazwy dzielnicy). Socjaliści, jak Keishichi Hirasawa, anarchiści, jak Sakae Ōsugi i Noe Itō, chińscy przywódcy społeczni i chrześcijańscy działacze religijni, jak Kiten Ō (chińs. Wáng Xītiān), zostali uprowadzeni i zabici przez policję i wojsko, przekonane, że radykałowie zamierzają wykorzystać kryzys do obalenia rządu japońskiego.

## Następstwa

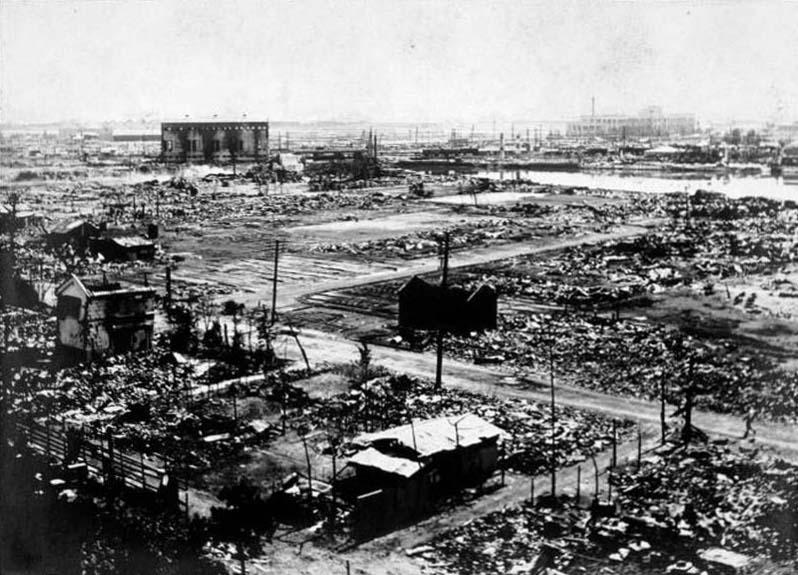
Zniszczenia w Jokohamie

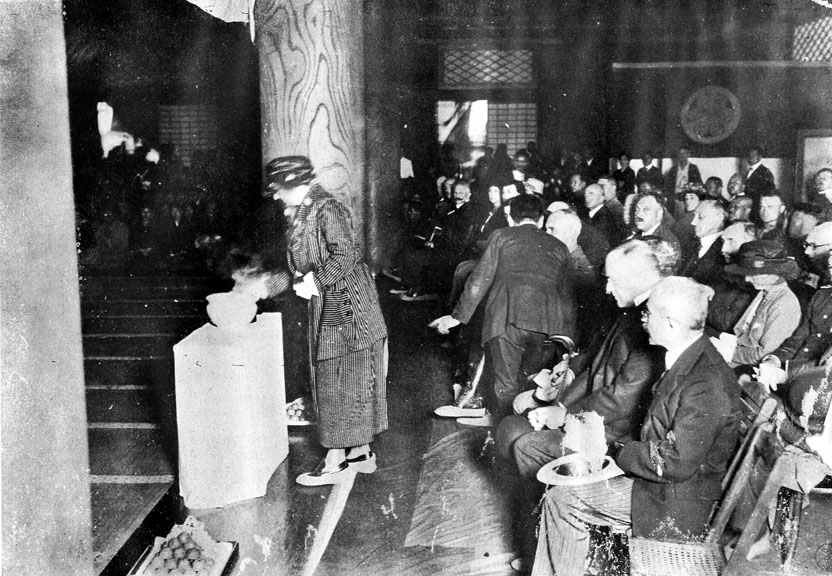
Ceremonia w świątyni Zōjō-ji w parku Shiba ku czci cudzoziemców zabitych wskutek trzęsienia

W szoku po katastrofie niektórzy członkowie rządu rozważali możliwość przeniesienia stolicy w inne miejsce. Omówiono nawet proponowane lokalizacje. Pojawiały się także głosy interpretujące katastrofę jako akt kary bożej, wymierzonej w Japończyków za ich egocentryczny, niemoralny i ekstrawagancki styl życia. Jednak pojawiła się także racjonalna reakcja, iż klęskę należy wykorzystać zarówno do odbudowy miast i wsi, jak i japońskich wartości.
W dzień po trzęsieniu został utworzony nowy rząd, w którym ministrem spraw wewnętrznych został Shinpei Gotō, odpowiedzialny za odbudowę. Wprowadził on m.in. plan modernizacji Tokio poprzez utworzenie sieci nowoczesnych dróg, linii kolejowych i służb publicznych. Parki rozmieszczono tak, aby służyły jako miejsca ewakuacji i schronienia. Zaostrzono przepisy dotyczące konstrukcji budynków.

## Upamiętnienie
W 1960 roku dzień 1 września został ustanowiony Dniem Zapobiegania Katastrofom, w celu upamiętnienia tragedii i przypominania ludziom o znaczeniu przygotowań do katastrof naturalnych. Japonia jest położona w strefie sejsmicznej. Każdego roku w tym dniu szkoły w całej Japonii czczą chwilą ciszy – w momencie, gdy nastąpiło to straszne trzęsienie ziemi w 1923 roku – pamięć zabitych.
W parku Yokoamichō w tokijskiej dzielnicy Sumida, znajduje się pomnik upamiętniający 44 tys. ofiar zabitych tam przez ogromne uderzenie ognia niesionego wiatrem. Miejsce to stało się także głównym miejscem pamięci o wszystkich, którzy zginęli wskutek trzęsienia ziemi i jego następstw.